# 凤凰北街街道
凤凰北街街道，是中华人民共和国宁夏回族自治区銀川市兴庆区下辖的一个乡镇级行政单位。

## 行政区划
凤凰北街街道下辖以下地区：
安秀社区、崇安社区、兴隆社区、兴荣社区、北安社区、西寺社区、兴胜社区、阳澄社区和立诚社区。